# Miguel Pérez Cevallos
Miguel Pérez Cevallos (falecido a 2 de outubro de 1681) foi um prelado católico romano que serviu como bispo auxiliar de Toledo (1660-1681).

## Biografia
No dia 21 de janeiro de 1660, Miguel Pérez Cevallos foi nomeado durante o papado de Alexandre VII como Bispo Auxiliar de Toledo e Bispo Titular de Arcadiópolis na Ásia. A 3 de outubro de 1660, foi consagrado bispo. Serviu como Bispo Auxiliar de Toledo até à sua morte a 2 de outubro de 1681.

## Sucessão episcopal
| Sucessão episcopal de Miguel Pérez Cevallos |
| --- |
| Enquanto bispo, foi o principal consagrador de: - Francisco Ocampo, (1660); - Francisco Rodríguez Castañón, (1664); - Gonzalo Bravo de Grajera, (1666); - Diego Ros de Medrano, (1673); - Juan Herrero Jaraba, (1678); e o principal co-consagrador de: - Antonio del Buffalo, (1662); - Antonio Rodríguez Castañon, (1662); - Francisco de Seijas Losada, (1664); - Matías de Moratinos y Santos, (1664); - Antonio Fernández del Campo Angulo y Velasco, (1666); - Juan Álvarez Osorio, (1673); - Simón García Pedrejón, (1674); - Antonio Ibarra, (1675); - Agustín Antolínez, (1676); - Juan de Isla, (1677); e - Diego de Baños y Sotomayor, (1677). |